# Ocarina
L'ocarina és un instrument musical de vent descendent dels xiulets, un dels instruments més antics de la història de la humanitat. L'ocarina europea moderna, dita «clàssica» és un instrument popular dissenyat a Itàlia pels volts del 1853 pel jovencell Giuseppe Donati, d'on li prové el nom, que és el diminutiu d'oca, és a dir, oqueta, en l'emilià-romanyol.
És un aeròfon, classificat amb el número 421.221.42 a la classificació Hornbostel-Sachs, és a dir, «Flautes de recipient o globulars amb conducte [intern]», i «amb forats per als dits». Té un so molt determinat; l'instrument generalment és petit, de forma ovoide, amb un broc per a bufar-hi. El material més comú de què és fet és la terra cuita, amb una forma d'ocell, de patata o d'ou, amb diversos forats per als dits.

## Orígens de l'ocarina
Podem trobar diferents tipus d'ocarines al llarg de la història; a les primeres civilitzacions a l'Amèrica precolombina ja trobem ocarines fetes de ceràmica, a Àfrica les podem trobar de materials diversos com carabasses i diverses escorces de fruita. En altres llocs com la Xina, a l'any 4000 aC trobarem les primeres ocarines, xiulets d'argila que eren l'antecessor del xun.
A Europa les ocarines varen ser introduïdes per Hernán Cortés, després de la conquesta de l'Imperi Asteca al 1527. Cortès va enviar a Espanya un grup de músics asteques per sonar davant del rei, Carles I, i varen tenir tant d'èxit que varen córrer tot Europa amb els seus instruments tradicionals, entre els quals l'ocarina.

## Tipus d'Ocarina
Hi ha diversos tipus d'ocarina, que divergeixen en la forma i en el nombre de forats:
- Transversals, és el model més conegut d'ocarina. Té una forma arrodonida i se sosté amb totes dues mans en posició horitzontal. Depenent del nombre de forats, el músic només ha d'obrir un forat més petit que l'anterior per ascendir en l'escala tonal. Les dues ocarines transversals més comunes són la de deu orificis (creada per l'italià Giuseppe Donati) i la de dotze orificis.
- Penjants, n'hi ha de dos tipus: El model de Penjant anglès és petita i manejable. Fa servir un sistema de digitació anglès amb quatre o sis orificis. El model de Penjant peruà, precolombí i d'origen incaic és usat com a instrument musical en festivals, rituals i cerimònies. Sol presentar-se amb dissenys d'animals, però també abunden els tradicionals exemplars ovalats amb vuit orificis.

- En línia, anomenades també de fusió (combinant les penjants i les transversals). Són petites i compactes, però tenen més forats que les penjants i permeten ascendir en el to com en el model lineal dels dits en lloc de les combinacions de dits.
- De múltiples càmeres, més conegudes com a ocarines "dobles" i "triples" i amb major riquesa tonal. Estan dissenyades per tocar acords i aconseguir una més gran riquesa harmònica.
- Ocarines amb claus, fabricades experimentalment a partir de finals del segle xix.

### L'ocarina a Europa
A mitjans del segle xix, el siulells d'argila es varen fer populars com a joguines per als nins i es venien en mercats i fires; l'ocarina va ser una evolució d'aquest siulell. Aquest instrument nou va sorprendre per tot Europa i va tenir un gran èxit per tot arreu, encara que va sofrir diferents canvis a mesura que arribava als diferents llocs d'Europa. Així podem trobar que l'ocarina italiana no ha sofert gaires canvis, només en la seva llargària: podem trobar ocarines de 6 cm fins a 48 cm. En canvi, a Anglaterra es va desenvolupar el sistema de quatre forats a l'any 1960 de la mà de l'etnomusicòleg John Taylor, que va descobrir que es podia arribar a tocar una escala diatònica si es feien quatre forats de diferents mides: un de petit, un altre de mitjà i dos forats grans. Aquest model va tenir molt d'èxit i es va estendre ràpidament per tot el món. El sistema de quatre forats es va adaptar per poder tocar l'instrument amb una sola mà, posant tres forats davant i un darrere, encara que després s'hi han anant afegint més forats i fent diferents mides d'instrument, igual que l'ocarina italiana.

#### L'ocarina a Mallorca
Aquest instrument té una gran tradició a l'illa de Mallorca (Balears). La primera referència d'aquest instrument a l'illa data de l'any 1879 i és atribuïda a Cesare Vicinelli i a Luigi Cussini. Vicinelli va instal·lar el seu taller d'ocarines l'any 1887 al carrer de Jovellanos, començant així la tradició d'ocarines a Mallorca. Tant Vicinelli com Cussini anaven molt vinculats amb l'instrument, arribaren a crear una orquestra d'ocarines. Va haver-hi fàbriques d'ocarines per tot Mallorca: Palma, Manacor, Bunyola i Pollença. Les ocarines mallorquines tenen fins a set mides: des de la més petita, d'uns deu centímetres, fins a la més grossa, de trenta-cinc centímetres. Podem trobar referències de concerts i de grans solistes de l'instrument a la fi del s. XIX i principis del s. XX. L'últim concert d'ocarina a Mallorca es va fer el 1920.
Avui dia podem trobar artesans com a na Carme Hermoso –més coneguda com a Carme Ocarina–, nomenada mestra artesana per la Direcció General de Comerç, i fabricant d'ocarines. Va començar l'any 1977 a construir-les gràcies al mestre Benet Mas a la Factoria de So de Santa Maria. En els darrers anys ha centrat la seva activitat en la recerca, investigació i recuperació de l'ocarina en la seva tradició musical.